# Matt Klentak
Matt Klentak (né le 14 août 1980 à Medfield au Massachusetts) est un dirigeant américain de baseball. Il est l'actuel directeur général des Phillies de Philadelphie, un club de la Ligue majeure de baseball.

## Biographie
Matt Klentak est diplômé du Darmouth College. Il joue au baseball au poste d'arrêt-court pour le Big Green, l'équipe du collège et commence sa carrière comme stagiaire dans l'équipe de direction des Rockies du Colorado. Il travaille de 2004 à 2008 au sein du département des relations de travail à la Ligue majeure de baseball.
De mars 2008 à novembre 2011, il est directeur des opérations baseball chez les Orioles de Baltimore et est le principal assistant du président Andy MacPhail, responsable de son embauche.
En novembre 2011, il est nommé assistant au directeur général Jerry Dipoto des Angels de Los Angeles, poste qu'il occupe pendant près de 4 ans.
Le 26 octobre 2015, Klentak est nommé directeur général des Phillies de Philadelphie. À 35 ans, il est le plus jeune à occuper ce poste dans l'histoire du club. Engagé par Andy MacPhail, son ancien patron récemment nommé président des Phillies, il succède à Ruben Amaro, Jr., congédié en septembre précédent.